# Hôpital de Panzi
L'hôpital de Panzi est un hôpital pentecôtiste situé à Bukavu, capitale du Sud-Kivu, province de la république démocratique du Congo. Il est spécialisé dans le traitement des survivantes de violences sexuelles, la grande majorité d'entre elles ont été victimes d'abus sexuels.

## Histoire
L'hôpital Panzi a été fondé en 1999 par la Communauté des Églises de Pentecôte en Afrique centrale (CEPAC) et le directeur Dr Denis Mukwege,. 
L'hôpital a été initialement construit pour 120 lits, mais a été augmenté à 350, dont 200 sont consacrés aux victimes de violences sexuelles. En moyenne, l'hôpital Panzi, reçoit 410 patients par mois et accueille pour sa capacité maximale de patients,.

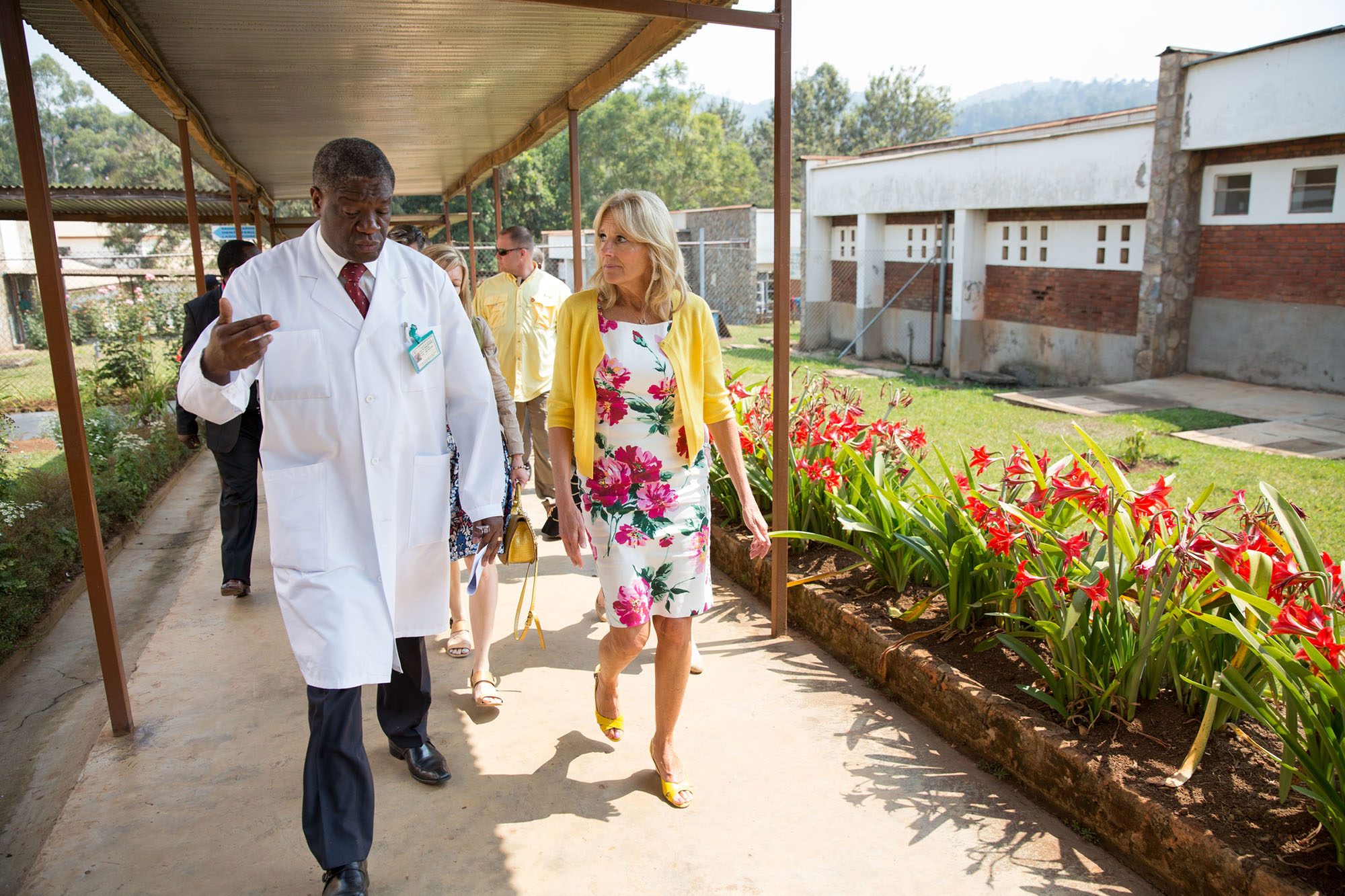
Visite de l'hôpital par Jill Biden en 2014.